# Малашевцы (Тернопольская область)
Малашевцы (укр. Малашівці) — село в Тернопольской городской общине Тернопольского района Тернопольской области Украины.
До 2020 года входило в Зборовский район.
Код КОАТУУ — 6122685401. Население по переписи 2001 года составляло 295 человек.

## Географическое положение
Село Малашевцы находится на левом берегу реки Серет,
выше по течению на расстоянии в 2 км расположено село Иванковцы,
ниже по течению на расстоянии в 2,5 км расположено село Ивачев Горишний,
на противоположном берегу — село Глядки.
На реке сделана большая запруда.

## История
- 1529 год — дата основания.

## Объекты социальной сферы
- Школа I ст.
- Клуб.

## Достопримечательности
- Братская могила советских воинов.